# Mirabello Monferrato
Frassinello Monferrato és un municipi situat al territori de la província d'Alessandria, a la regió del Piemont, (Itàlia).
Mirabello Monferrato limita amb els municipis de Giarole, Lu, Occimiano, San Salvatore Monferrato i Valenza.

## Galeria

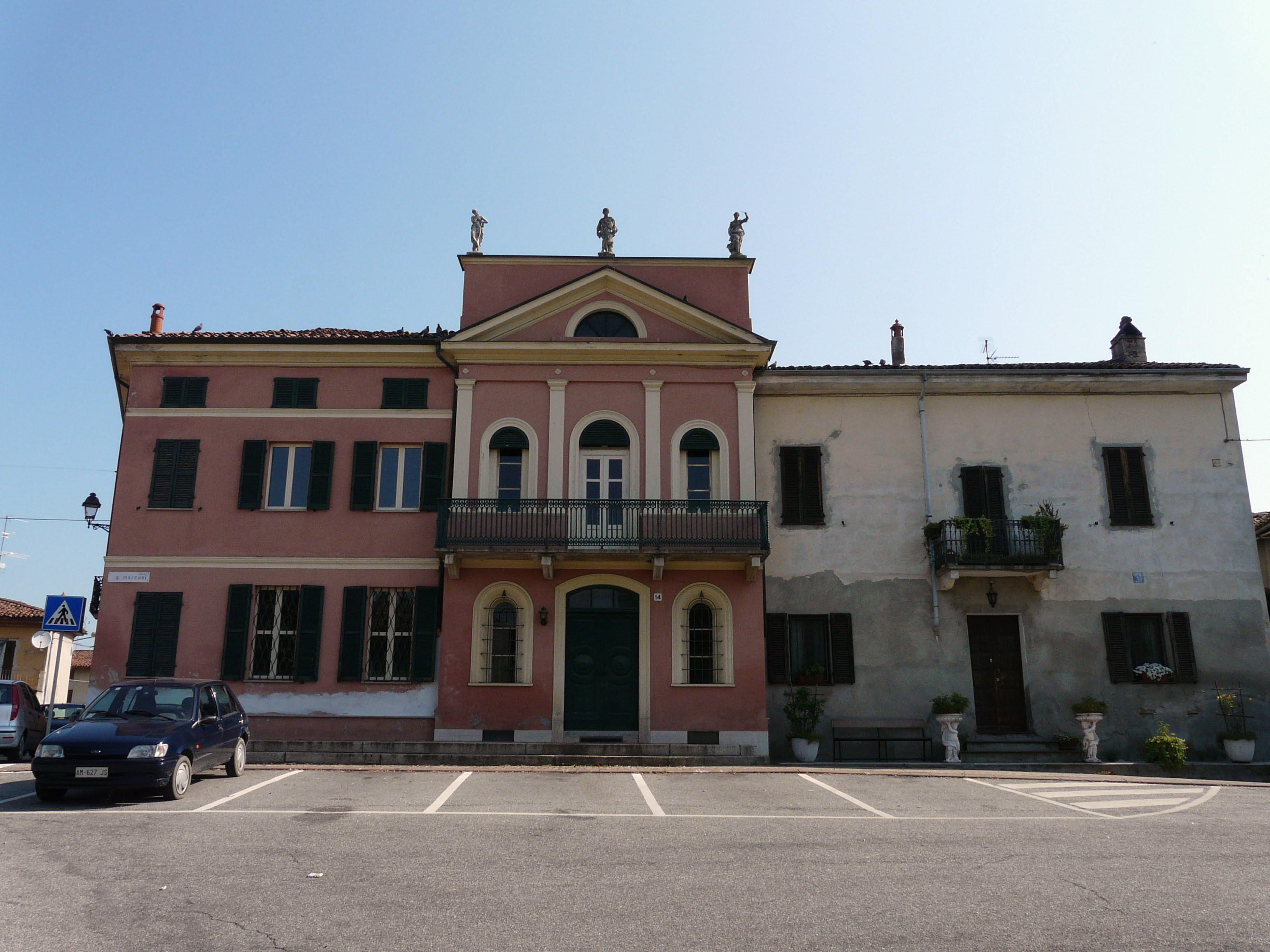
Palau de Mirabello Monferrato
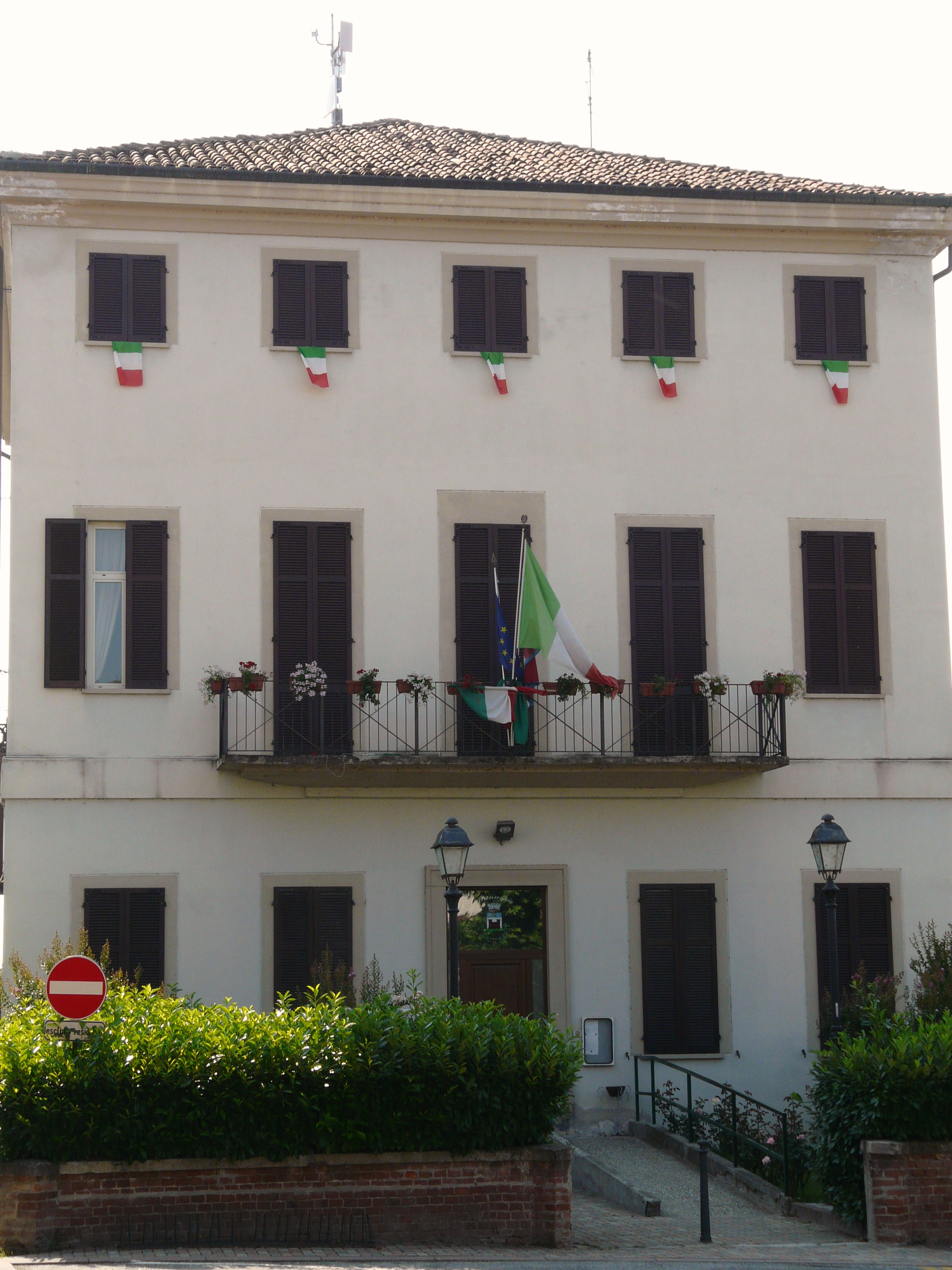
Ajuntament